# Transzendentales Objekt
Das transzendentale Objekt ist eine Konzeption der Kritik der reinen Vernunft und der kantischen Erkenntnistheorie und wird als einer der Unterbegriffe des Dinges an sich verwendet. Wie bei diesem, ist auch die Bedeutung des „transzendentalen Objektes“ bei Kant zwar nicht durchweg einheitlich, meint aber immer einen Begriff des Intelligiblen. Vorzugsweise bezeichnet es die „Sachheit“ a priori, d. i. die vom Verstand erzeugte Gegenständlichkeit, auf die in der Anschauung die Erscheinungen bezogen werden und die als solche gleichbleibend ist. Es ist das reine „Etwas“ aller Dinge, dem definitionsgemäß kein Prädikat zugeordnet werden kann.

## Definition
Der Begriff „transzendental“ meint bei Kant diejenige Erkenntnis, die nicht Gegenstände betrifft, sondern die im Verstand und in der Vernunft liegenden Bedingungen ihrer Möglichkeit, also die Bedingungen der menschlichen Erkenntnisart selbst. (Dagegen beschreibt „transzendent“ das „Überfliegen einer Grenze“). Das transzendentale Objekt kann deshalb auch nur eine dieser Bedingungen a priori der Erkenntnis sein. Denn schon „der Begriff der Erscheinung verlangt, dass man an ‚Etwas‘ denkt, welches erscheint“ und „dieses Etwas muss ein von der Sinnlichkeit unabhängiger Gegenstand, ein ‚Objekt überhaupt‘ bzw. ‚transzendentales‘ Objekt sein.“ Die Sinnlichkeit allein würde nur „rhapsodische“ Empfindungen liefern, und deshalb muss es gemäß Kant die Beziehung auf eine gedachte Gegenständlichkeit geben: „da Erscheinungen nichts als Vorstellungen sind, so bezieht der Verstand sie auf ein Etwas, als den Gegenstand der sinnlichen Anschauung: aber dieses Etwas ist in so fern nur das transzendentale Objekt.“ Als das „Etwas“ der Gegenständlichkeit überhaupt ist das transzendentale Objekt also immer unbestimmt, so dass ihm kein Prädikat zugeordnet werden kann.

## Die Deutung in positivistischer Rezeption
In der zunehmend empiristischen und idealistisch-positivistischen Rezeption des kantischen Werkes und im Verlauf der naturwissenschaftlich orientierten Schulen des Neukantianismus setzte sich eine physikalische Deutung des transzendentalen Objektes durch, die der kantischen Konzeption entgegensteht. In diesem Sinn stellt P. Unruh fest, es gehe bei Kant nicht darum, dass „ein an sich bestehendes Ding in ominöser  (vielleicht gar ‚transzendentaler‘) Weise Subjekte affizierte“ und legt dar, dass eben dieses seit H. Vaihinger in der Literatur aber zu finden sei: „Gemeint wäre also, daß das Transzendentale Objekt uns affizierte; als Resultat dieser Verursachung erhielten wir eine Vorstellung, in welcher der Gegenstand als empirisches Objekt gegeben würde.“ Auch N. Knoepffler bemerkt: „Das transzendentale Objekt wird als ein transzendentes missverstanden.“
Dieses auch in der US-amerikanischen Kant-Rezeption verbreitete Missverständnis wird gewöhnlich mit der Referenz verbunden, in der Kant den Begriff „transzendentales Objekt“ benutzt, um die „Ursache der Erscheinung“ zu bezeichnen, wobei es aber wiederum heißt, dass der Verstand sich „einen Gegenstand an sich denkt, aber nur als transzendentales Objekt“, d. i. als eines, das der Verstand selbst erzeugt. In diesem Zusammenhang erklärt Kant es für zulässig, das transzendentale Objekt ein Noumenon zu nennen, um zu unterstreichen, dass es ein reines Gedankending ist. An anderer Stelle aber präzisiert er, dass es „nicht das Noumenon“ heißen kann, weil ihm als bloß gedachtes „Etwas“ keine andere Eigenschaft (also kein Prädikat) zuzuordnen sei. In der Folge ist das transzendentale Objekt auch nicht im Plural denkbar
(dagegen sind z. B. „die unsterbliche Seele“ oder „das unendliche Wesen“ Gedankendinge mit Prädikaten, d. h. Noumena).